# Benjamin Derry
 (juillet 2010).
Benjamin Derry est un peintre français né à Essaouira (anciennement Mogador) le 28 juillet 1943 et mort à Paris 20e le 6 juillet 2019.

## Biographie
Né au Maroc en 1943, Benjamin Derry passe son enfance à Essaouira, puis son adolescence à Agadir. Dès l'âge de huit ans, il s'adonne au dessin et à la peinture. Après le tremblement de terre de 1960 à Agadir, il émigre en Israël, dans un kibboutz, dont il devient  le décorateur. Durant ses loisirs, il ne cesse de peindre. Enfin, en 1966, il s'établit à Paris.
Que ce soit par l'huile, l'aquarelle, la plume, ou la sanguine, son travail s'attache à la représentation des lieux et scènes qui l’ont marqué et à l’interprétation de la tradition juive dont il est intimement pénétré.
À Paris, dans le quartier du Marais, durant vingt-cinq années, il a exposé exclusivement ses œuvres dans sa propre galerie.

## Musées
- Musée Bartholdi à Colmar, à la section de l'art juif : Les Trois Hassidim - dessin à la plume
- Musée d'art et d'histoire du judaïsme : La Mariée juive du Maroc - aquarelle
- Musée d'art juif marocain à Bruxelles Jewish Moroccan Heritage : Les Trois Mendiants - lithographie

## Expositions
- 1983 - Historial du Musée de cire de la butte Montmartre à Paris (qui a fermé en 1991)
- 1984 - Centre Rambam du Consistoire israélite de Paris
- 1986 - Salon d'automne au Grand Palais à Paris
- 1986 - Exposition internationale d'artistes juifs au Centre Rachi à Paris
- 1987 - Mairie du 3e arrondissement de Paris
- 1987 - Salon Violet à Paris
- 1987 - Centre Edmond Fleg à Marseille
- 1987 - Centre culturel de Maurepas[Lequel ?]
- 1988 - Centre culturel de Créteil
- 1988 - Merkaz de Montmartre à Paris
- 1990 - Centre Rachi à Paris
- 1992 - Office national du tourisme marocain à Paris
- 1993 - Association de l'ordre national du mérite à Boulogne-Billancourt
- 1996 - Maison France-Israël à Paris

## Médias
- Tribune libre, émission de France 3 consacrée à la Fédération sépharade de France
- La Bûche, film de Danièle Thompson de 1999
- Illustrations de livres, magazines et revues : Communauté nouvelle - Revue médicale de l'Amif - Revue du K.K.L.  -  Actualité juive - Éditions Élysée du Québec Juifs de Fès

## Récompenses
- 1985 - Médaille d'or à l'Exposition internationale FISAIC au Luxembourg
- 1986 - Médaille d'or au Salon international de l'union artistique et intellectuelle des cheminots français (UAICF)